# Brug 2025
Brug 2025 is een bouwkundig kunstwerk in Amsterdam-Oost.
Deze vaste brug is een uit een serie van de vier bruggen die het Rapp+Rapp uit Amsterdam (Emmalaan 2) mocht ontwerpen voor de buurt Haveneiland, wijk IJburg (brug 2018, brug 2040 en brug 2044 zijn de andere). Het bureau ontwierp voor elders in de wijk nog een duiker, een sluis en vier andere bruggen.
Brug 2025 is gelegen in de Krijn Taconiskade, die ten zuiden van de brug overgaat in een straat, terwijl ten noorden van de brug het een kade is. De brug overspant de Hollandiagracht, die deel uitmaakt van een grote ringgracht die de buurt rondom het Theo van Goghpark en omgeving omringt.
De brug met geringe welving uit 2004 heeft het uiterlijk van een cantileverbrug. De noordkant heeft een relatief groot landhoofd verpakt in roodbruin baksteen, die allemaal recht boven elkaar zijn gemetseld. Het zuidelijk eind kent een smal landhoofd. Onder de overspanning is een metalen constructie gehangen.
<<< · 2000 · 2001 · 2002 · 2003 · 2004 · 2005 · 2006 · 2007 · 2008 · 2009 · 2010 · 2011 · 2012 · 2013 · 2014 · 2015 · 2016 · 2017 · 2018 · 2019 · 2020 · 2021 · 2022 · 2023 · 2025 · 2026 · 2027 · 2028 · 2029 · 2030 · 2031 · 2032 · 2033 · 2034 · 2035 · 2036 · 2037 · 2038 · 2039 · 2040 · 2041 · 2042 · 2043 · 2044 · 2045 · 2046 · 2047 · 2048 · 2050 · 2051 · 2054 · 2060 · 2080 · 2085-2089 · 2090 · 2091 · 2092 · 2093 · 2094 · 2095 · 2096 · 2097 · 2098 · 2099
De overige brugnummers waren in januari 2022 (nog) niet bekend; de Uyllanderbrug ligt officieel in Diemen, maar heeft de Amsterdamse nummering 2007.